# Ophiacantha enneactis
Ophiacantha enneactis är en ormstjärneart som beskrevs av Hubert Lyman Clark 1911. Ophiacantha enneactis ingår i släktet Ophiacantha och familjen knotterormstjärnor. Inga underarter finns listade i Catalogue of Life.